# 尼崎 - 福山線
尼崎 - 福山線（あまがさき - ふくやません）は、兵庫県尼崎市と広島県福山市を結んだ高速バス路線である。当項目では、廃止時点の概要を記す。
休日及び多客期に限り1往復運行、座席は全便予約指定制であった。

## 歴史
- 1998年8月7日運行開始(土・日・祝日と学校の春休み・夏休み・冬休み期間)[1]。
- 2007年1月28日 路線廃止。

## 運行会社
- 鞆鉄道
  - 福山営業所が担当。
- 尼崎側の予約・発券業務は阪神電気鉄道（当時）が担当。

## 停車停留所
阪神尼崎 - 福山駅前 - （各停留所） - 鞆の浦
- 福山市内停留所相互での乗降はできない。

## 運行経路
- 尼崎市内 - 尼崎IC - 名神高速道路 - 阪神高速11号池田線 - 池田出入口 - 中国池田IC - 中国自動車道 - 山陽自動車道 - 福山東IC - 国道182号 - 国道2号 - 福山市内 - 広島県道22号福山鞆線 - 鞆の浦

## 運行回数
- 昼行1往復
  - 休日及び多客期に限り運行

## 車内設備
- 4列シート

## 運行車両
- 鞆鉄道